# Platygobiopsis tansei
Platygobiopsis tansei är en fiskart som beskrevs av Okiyama 2008. Platygobiopsis tansei ingår i släktet Platygobiopsis och familjen smörbultsfiskar. Inga underarter finns listade i Catalogue of Life.